# Turners Puddle
Turners Puddle är en ort i civil parish Affpuddle and Turnerspuddle, i kommunen Dorset, Storbritannien. Den ligger i grevskapet Dorset och riksdelen England, i den södra delen av landet, 170 km sydväst om huvudstaden London. Turners Puddle var en civil parish fram till 2010 när blev den en del av Affpuddle & Turnerspuddle. Civil parish hade 60 invånare år 2001. Byn nämndes i Domedagsboken (Domesday Book) år 1086, och kallades då Pidele.